# 1997

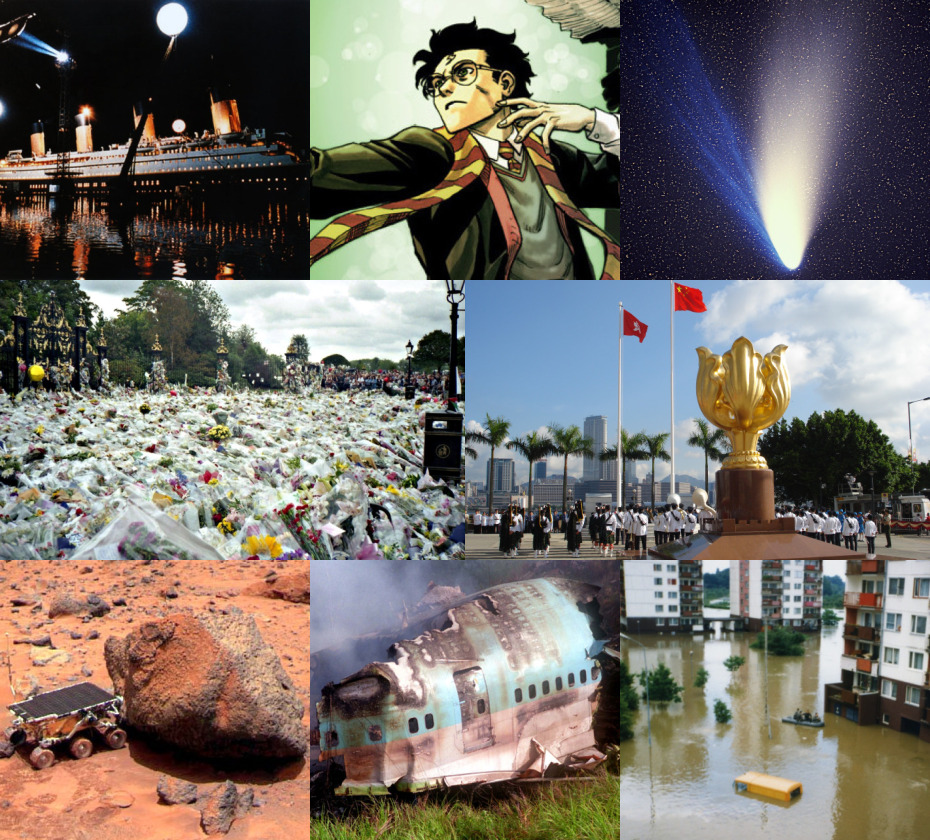
En el sentido de las agujas del reloj desde la parte superior izquierda: el set de filmación de Titanic, la película más taquillera de la historia en ese momento; Se publica Harry Potter y la piedra filosofal; El cometa Hale-Bopp pasa cerca de la Tierra y se convierte en uno de los cometas más observados del siglo XX; Plaza Golden Bauhinia Square, donde se transfiere la soberanía de Hong Kong del Reino Unido a la República Popular China; la inundación de Europa central de 1997 mata a 114 personas en la República Checa, Polonia y Alemania; El vuelo 801 de Korean Air se estrella durante fuertes lluvias en Guam, matando a 229; Mars Pathfinder y Sojourner aterrizan en Marte; Flores dejadas fuera del Palacio de Kensington tras la muerte de Diana, Princesa de Gales, en un accidente automovilístico en París.

1997 (MCMXCVII) fue un año común comenzado en miércoles en el calendario gregoriano. Fue también el número 1997 anno Dómini o de la designación de Era Cristiana, además del noningentésimo nonagésimo séptimo del segundo milenio, nonagésimo séptimo del siglo XX, séptimo año de la décima década del siglo XX y el octavo del decenio de los años 1990.

## Acontecimientos

### Enero
- 1 de enero: en México se realizan cambios de la marcación de larga distancia.
- 2 de enero: en Puerto Rico Pedro Rossello comienza su segundo y último término como gobernador.
- 5 de enero: las tropas de la Federación Rusa anuncian su repliegue de Chechenia.
- 7 de enero: en Argel, un coche bomba causa 13 muertos frente a la corporación Senox.
- 8 de enero: en Madrid, ETA asesina al teniente coronel Jesús Cuesta, tras el anuncio de Herri Batasuna de «un futuro de sufrimiento».
- 9 de enero: la compañía automovilística General Motors acuerda retirar la demanda contra la empresa alemana Volkswagen.
- 10 de enero: en Nicaragua, Arnoldo Alemán toma posesión de la presidencia.
- 13 de enero: en Costa Rica, un total de 102 países en vías de desarrollo, miembros del Grupo de los 77 y la República Popular China comienzan una reunión de tres días.
- 14 de enero: el español José María Gil-Robles y Gil-Delgado es elegido presidente del Parlamento Europeo.
- 17 de enero: en toda España, decenas de miles de personas se manifiestan para pedir la libertad de Cosme Delclaux y Ortega Lara, secuestrados por la banda armada ETA.
- 18 de enero: en Ruanda son asesinados tres cooperantes españoles de la ONG Médicos del Mundo: Luis Valtueña, Flors Sirera y Manuel Madrazo.
- 20 de enero: en Estados Unidos, el demócrata Bill Clinton presta juramento para su segundo mandato presidencial.
- 21 de enero al 16 de abril: una serie de terremotos de 6,0 a 6,6 dejan un saldo de 12 muertos y 40 heridos en el condado chino de Jiashi.
- 22 de enero: Madeleine Albright se convierte en la primera mujer en ocupar el cargo de secretaria de Estado de los Estados Unidos.
- 25 de enero: en Pinamar (Argentina) es asesinado el fotógrafo José Luis Cabezas por órdenes del empresario Alfredo Yabrán.

### Febrero
- 2 de febrero: en Estados Unidos se inaugura la Cumbre del Microcrédito, un movimiento internacional destinado a conceder pequeñas ayudas económicas a los 100 millones de familias más pobres del mundo para que los dediquen a actividades productivas concretas.
- 4 de febrero: los gobiernos de Estados Unidos, Francia y Reino Unido deciden crear un fondo para compensar a las víctimas del Holocausto, cuya base parte con 68 millones de dólares en lingotes.
  - un terremoto de 6,5 deja 88 muertos y casi 2.000 heridos en Irán.
- 5 de febrero: en los Estados Unidos, las firmas bursátiles Morgan Stanley y Dean Witter anuncian su fusión con la que formarán una sociedad cotizada con unos fondos de 270 000 millones de dólares.
- 5 de febrero: en Ecuador, el Congreso Nacional (a petición de los movimientos sociales y la ciudadanía), destituye al abogado y cantante Abdalá Bucaram de su cargo de presidente, aduciendo "incapacidad mental para gobernar" y nombra presidente interino a Fabián Alarcón, entonces presidente del Congreso. Bucaram no acepta lo dictaminado por el congreso y la vicepresidenta Rosalía Arteaga asume las funciones de la presidencia por dos días.
- 7 de febrero: Estados Unidos veta el borrador de una resolución del Consejo de Seguridad de la ONU elaborado por la Unión Europea contra los planes israelíes de construir un barrio judío en el sector oriental de Jerusalén.
- 10 de febrero: en Madrid, ETA asesina al magistrado del Tribunal Supremo Rafael Martínez, y en Granada al peluquero civil de la base militar de Armilla, Domingo Puente Marín.
- 11 de febrero: en Ecuador, el expresidente del Congreso, Fabián Alarcón, se convierte en jefe del Estado de Ecuador hasta el 10 de agosto de 1998, por decisión del Parlamento.
- 11 de febrero: en Perú, el Gobierno se reúne con miembros de un comando armado del Movimiento Revolucionario Túpac Amaru (MRTA).
- 11 de febrero: en Tolosa (Guipúzcoa), la banda terrorista ETA asesina al industrial Francisco Arratibel Fuentes.
- 13 de febrero: en España, el Congreso aprueba el proyecto de ley de Liberalización de las Telecomunicaciones y fija las condiciones del segundo operador de telefonía (Retevisión).
- 15 de febrero: en Ginebra (Suiza), 67 países firman un acuerdo histórico para liberalizar el mercado de las telecomunicaciones en el marco de la Organización Mundial del Comercio.
- 17 de febrero: en España, Modesto Rico Pasarín, un policía judicial de 33 años, muere asesinado por la banda armada ETA mediante una bomba colocada debajo del asiento de su coche.
- 20 de febrero: en el Festival de Berlín, la actriz Kim Novak recibe el Oso de Oro por toda su carrera cinematográfica.
- 21 de febrero: en Guatemala comienza el despliegue de boinas azules de la Organización de las Naciones Unidas para verificar la desmovilización de la guerrilla de la URNG.
- 21 de febrero: el Fondo Internacional de Desarrollo Agrícola, compuesto por 160 países miembros, acuerda una refinanciación por un total de 485 millones de dólares para el siguiente trienio.
- 23 de febrero: científicos escoceses anuncian que han logrado una oveja clónica llamada Dolly.
- 28 de febrero: Se registra uno de los tiroteos más sorprendentes y que nunca se había visto en los Estados Unidos de América (USA), llamado Tiroteo de North Hollywood. Hechos ocurridos por los asaltantes de banco llamados Larry Eugene Phillips, Jr. y Emil Matasareanu.
  - en la ciudad iraní de Ardabil, se registra un terremoto de 6,1 que deja un saldo de 1.100 muertos y 2.600 heridos.
  - un terremoto de 7,0 deja más de 100 muertos en Pakistán.

### Marzo
- 6 de marzo: en Quito se inaugura el Estadio de Liga Deportiva Universitaria (hoy Estadio Rodrigo Paz Delgado).
- 9 de marzo: en Estados Unidos, el músico de rap Notorious B.I.G. muere asesinado en un tiroteo.
- 17 de marzo: en Atlanta (Estados Unidos) se inaugura el canal de cable CNN en Español.
- 17 de marzo: en Estados Unidos se estrena Toonami, bloque de Cartoon Network.
- 21 de marzo: en Polonia, el Parlamento aprueba por mayoría la primera Constitución democrática desde que el país inició su proceso de transformaciones políticas y económicas siete años atrás.
- 21 de marzo: en la aldea de Havaspur, 60 km al oeste de la ciudad sagrada de Gaya (India), el grupo terrorista Ranvir Sena (formado por terratenientes brahmanes de derechas) matan a 10 dalits (personas de casta baja). Con la sangre de las víctimas escriben el nombre de la organización en las paredes del pueblo.
- 23 de marzo: en San Sebastián miles de manifestantes, convocados por la organización Gesto por la Paz, piden el final de la violencia de ETA y la liberación del funcionario de prisiones José Antonio Ortega Lara (secuestrado durante 532 días) y el empresario Cosme Delclaux (secuestrado durante 132 días).
- 23 de marzo: en Madrid, el poeta asturiano Ángel González ingresa en la Real Academia Española con el discurso «Las otras soledades de Antonio Machado», para ocupar el sillón P, desierto tras la muerte de antropólogo e historiador navarro Julio Caro Baroja.
- 26 de marzo: en una localidad del municipio Rancho Santa Fe, al norte de San Diego (California), 39 miembros de la secta Heaven’s Gate llevan a cabo un suicidio colectivo.
- 27 de marzo: Japón reconoce oficialmente a la etnia ainu como aborígenes autóctonos de Hokkaido.[1]
- 27 de marzo: Nacimiento de Lalisa Manobal artista de k-pop miembro de BLACKPINK
- 28 de marzo: en el mar Adriático mueren 80 refugiados albaneses al chocar el barco en que viajaban contra un carguero italiano.
- 31 de marzo: en Huarte-Araquil (Navarra), un tren diurno que cubría el trayecto Barcelona-Hendaya descarrila al entrar con exceso de velocidad en un cambio de agujas en la estación de Uharte-Arakil (Navarra) causando 22 muertos y 80 heridos.

### Abril

Número de la Línea 5 del Metro de Santiago.

- 1 de abril: el cometa Hale-Bopp (descubierto en 1995) pasa por su perihelio.
- 1 de abril: en España, el arquitecto Miguel Fisac obtiene por unanimidad el VII Premio Antonio Camuñas de Arquitectura.
- 1 de abril: en Japón se emite por primera vez el anime Pókemon.
- 2 de abril: los presidentes Borís Yeltsin (Rusia), y Aleksandr Lukashenko (Bielorrusia) firman el Tratado de Unión de sus respectivos países, que permite a ambos mantener su soberanía y fortalecer la cooperación.
- 2 de abril: en España, científicos del CSIC (Consejo Superior de Investigaciones Científicas) consiguen demostrar que un medicamento sintetizado hace años por investigadores alemanes causa la muerte de células cancerosas sin afectar a las sanas.
- 5 de abril: en Santiago (Chile) se inaugura el primer tramo de la Línea 5 del metro de Santiago desde Baquedano hasta Bellavista de La Florida.
- 7 al 11 de abril: en Zacatecas (México) se inaugura el primer Congreso Internacional de la Lengua Española, con la presencia de Juan Carlos I, el presidente Ernesto Zedillo, y los tres premios Nobel Gabriel García Márquez, Camilo José Cela y Octavio Paz.
- 14 de abril: en Estados Unidos, inicia el programa matutino de variedades de Univision, Despierta América.
- 22 de abril: en Lima, el ejército peruano rescata a sangre y fuego a los rehenes de la embajada japonesa y mata a los guerrilleros del MRTA.

• 23 de abril: Nace en el Puerto de Santa María, una persona con triple cromosoma Y.

### Mayo
- 1 de mayo: en Reino Unido, Tony Blair se convierte en el nuevo primer ministro.
- 3 de mayo: en Dublín (Irlanda), se celebra la XLII Edición de Eurovisión. Vencerá la canción del Reino Unido, Love Shine A Light de la banda Katrina & The Waves.
- 10 de mayo: un terremoto de 7,3 deja un saldo de 1.567 muertos y más de 2.300 heridos en el norte de Irán.
- 14 de mayo: comienza a emitir Radiocable.com, primera emisora de radio por Internet de España, dirigida por Fernando Berlín.
- 16 de mayo: el presidente de Zaire, Mobutu Sese Seko, deja el poder tras más de 30 años de dictadura. Laurent-Désiré Kabila proclama la República Democrática del Congo.
- 16 de mayo: en Washington (Estados Unidos) el presidente Bill Clinton pide disculpas formales a los ocho supervivientes del experimento Tuskegee: entre 1932 y 1972 el Gobierno mantuvo engañadas a 400 familias del condado de Macon (Alabama), enfermas de sífilis, proveyéndoles placebo en lugar de tratamiento.
- 17 de mayo: Laurent Kabila se autoproclama jefe del Estado de Zaire y rebautiza al país como República Democrática del Congo.
- 17 de mayo: en Irlanda del Norte, Gerry Adams, líder del Sinn Féin (brazo político del IRA Provisional) acepta la oferta del primer ministro británico Tony Blair de establecer un diálogo bilateral para alcanzar la paz en ese país.
- 22 de mayo: en India, un terremoto de 5,8 deja 56 muertos y 1.500 heridos.
- 23 de mayo: en Irán, resulta elegido presidente el reformista Seyyed Mohammad Jatamí con 20 millones de votos.
- 27 de mayo: en Jarrell (Texas) se registra el segundo tornado más mortífero de los años noventa. Mueren 27 personas.
- 30 de mayo: España ingresa en la estructura militar de la OTAN.

### Junio
- 1 de junio: en Bolivia, Hugo Bánzer gana las elecciones presidenciales.
- 1 de junio: En México, el club de fútbol de las Chivas del Guadalajara rompen su sequía de 10 años sin títulos al coronarse como el segundo campeón en torneos cortos del fútbol mexicano, siendo el primer equipo del fútbol mexicano en llegar a 10 títulos, contabilizados desde el torneo 1956-57.
- 10 de junio: en Camboya, Pol Pot (líder de los Jemeres Rojos) ordena el asesinato de su ministro de Defensa, Son Sen, y de 11 familiares, mientras huye de su base en el norte del país. La noticia no saldrá del país hasta tres días después.
- 11 de junio: inauguración de la 38.ª edición de la Copa América 1997 de Bolivia.
- 14 de junio En el municipio de Cartagena del Chairá departamento del Caquetá Colombia, son liberados los 60 militares secuestrados por el Bloque Sur de las FARC-EP en el Ataque a la base militar de Las Delicias ocurrido nueve meses atrás, por intermedio de la Cruz Roja Colombiana y la Iglesia Católica.
- 15 de junio: en Malasia se inaugura el Copa Mundial de Fútbol Juvenil de 1997.
- 20 de junio: en Londres se publica el primer libro de Harry Potter
- 25 de junio: una nave espacial rusa no tripulada Progress choca con la estación espacial rusa Mir durante maniobras de acople.
- 28 de junio: en Vallegrande (Bolivia), un grupo de científicos cubanos encuentran los restos del comandante argentino-cubano Ernesto Che Guevara (1928-1967) y varios de sus compañeros de guerrilla.
- 29 de junio: en La Paz (Bolivia) termina la Copa América y Brasil es campeón por quinta vez de Copa América tras vencer a la selección local 3 goles por 1.
- 30 de junio: Nace la primera pijamada real.

### Julio
- 1 de julio: el Reino Unido traspasa el control de Hong Kong a la República Popular China, después de 155 años de colonización del territorio.
- 1 de julio: en España, la Guardia Civil libera a José Antonio Ortega Lara, quien permaneció secuestrado por la banda terrorista ETA durante 532 días.
- 4 de julio: la sonda espacial Mars Pathfinder de la NASA toma contacto con la superficie de Marte.
- 4 de julio: Bimenes se convierte en el primer concejo en declarar la oficialidad de la lengua asturiana dentro de su territorio, originando una reacción en cadena entre varios municipios asturianos.
- 4 de julio: en México Muere el narcotraficante Amado Carrillo Fuentes "El Señor de los Cielos", narcotraficante que utilizó flotillas de aviones para transportar la droga entre Colombia-México y Estados Unidos.
- 5 de julio: en Camboya, Hun Sen (del Partido Popular de Camboya) derroca a Norodom Ranariddh en un golpe de Estado.
- 6 de julio: en México se llevan a cabo las elecciones legislativas para constituir la LVII Legislatura, en las cuales el Partido Revolucionario Institucional pierde por primera vez en 68 años la mayoría absoluta en la Cámara de Diputados.
- 7 de julio: en el sur de Polonia comienza la Gran Inundación.
- 9 de julio: en Venezuela, un terremoto de 6,9 afecta al este del país, dejando un saldo de 81 fallecidos, 500 heridos, así como cuantiosas pérdidas materiales. Las ciudades más afectadas fueron Cumaná y Cariaco.
- 10 de julio: en la localidad vasca de Ermua, la banda terrorista ETA secuestra al concejal Miguel Ángel Blanco.
- 11 de julio: en la aldea de Bathani Tola, 5 km al este de la ciudad de Siwán (India), el grupo terrorista Ranvir Sena (formado por terratenientes brahmanes de derechas) matan a 21 dalits (personas de casta baja). Con la sangre de las víctimas escriben en las paredes del pueblo:

Matamos a los niños porque cuando crecieran se convertirían en naksalitas.
Matamos a las mujeres porque darán a luz a más naksalitas.

- 11 de julio: en el mar Caribe, al sudeste de la isla de Cuba, mueren 44 personas al caer un avión Antonov AN-24 de Cubana de Aviación.
- 13 de julio: en España, la banda terrorista ETA asesina a Miguel Ángel Blanco (concejal de la población de Ermua por el Partido Popular), cuyo secuestro tres días antes había generado una movilización del pueblo vasco contra ETA nunca vista hasta entonces.
- 15 de julio: muere asesinado a las puertas de su casa de Miami el diseñador italiano Gianni Versace.
- 19 de julio: Se estrena en Japón el largometraje de animación The End of Evangelion,
- 22 de julio o 4 de agosto: en Japón se publica el primer capítulo del manga One Piece.

### Agosto
- 4 de agosto o 22 de julio: en Japón se publica el primer capítulo del manga One Piece
- 4 de agosto: Fallece a los 122 años Jeanne Calment, que es hasta la fecha, la persona más longeva de la historia.
- 8 de agosto Francisco de Borja Arboleya Becerra crea el Aquasella Festival en Arriondas  Asturias.
- 12 de agosto: El cantante mexicano Luis Miguel, lanza al mercado su 12.º álbum de estudio y tercero realizado en boleros titulado Romances.
- 13 de agosto se estrena la nueva serie para adultos de Comedy Central South Park.
- 21 de agosto: fallece el expresidente colombiano Misael Pastrana.
- 31 de agosto: en París (Francia) muere en un accidente automovilístico la princesa Diana de Gales.
- 31 de agosto: en Oslo (Noruega) se reúnen delegados de más de cien países en una conferencia internacional sobre la prohibición de las minas antipersonales.

### Septiembre

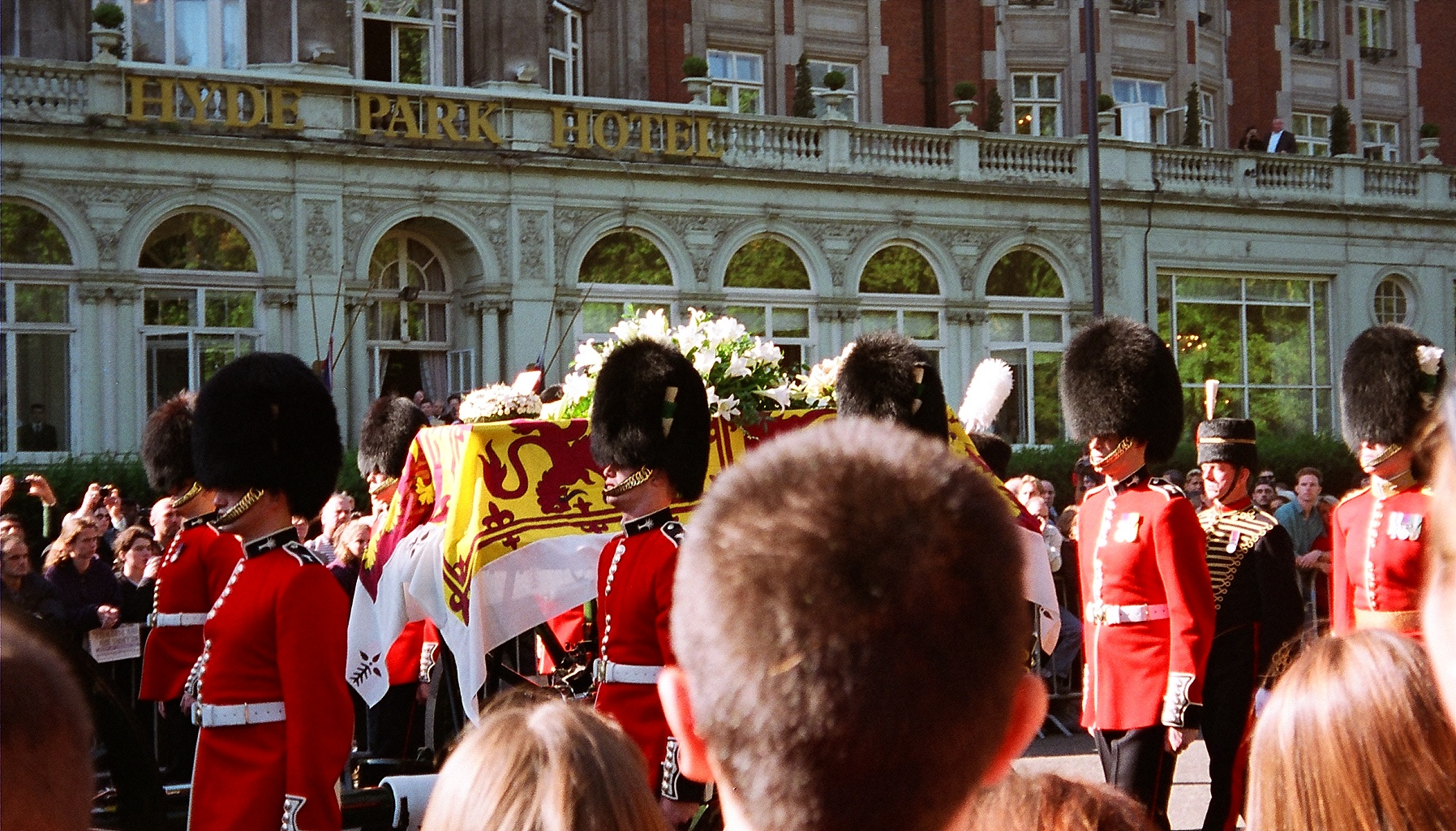
El ataúd de Diana, envuelto en el estandarte real con un borde de armiño, atravesó las calles de Londres en su camino hacia la Abadía de Westminster.

- 1 de septiembre: la fiscalía francesa que investiga el accidente donde murió Lady Di confirma que el chófer conducía con un nivel de alcohol superior al permitido.
- 1 de septiembre:Nacimiento del artista de k-pop, Jeon Jung-Kook miembro de BTS
- 5 de septiembre: fallece la madre Teresa de Calcuta, monja católica de origen albanés.
- 6 de septiembre: tiene lugar en la Abadía de Westminster el funeral de Lady Di.
- 8 de septiembre: en el puerto de Montrouis (Haití) mueren 500 personas al naufragar un transbordador.
- 9 de septiembre: El cantautor español Alejandro Sanz, pública su cuarto álbum de estudio titulado Más.
- 11 de septiembre: Se celebra el día de Frasier en la ciudad de Seattle.
- 16 de septiembre: Marilyn Manson se presenta en concierto en la Ciudad de México, en el Palacio de los Deportes. Como parte de su Dead to the World Tour, fue la última presentación en vivo de esta gira y la última presentación pública de su guitarrista Zim Zum con la banda.
- 19 de septiembre: la venezolana Consuelo Adler es coronada como Miss Internacional 1997, otorgándole la segunda corona a Venezuela en dicho concurso.
- 20 de septiembre: en el Estadio Monumental de Buenos Aires, Soda Stereo realiza su afamado «Último concierto» ante más de 65 000 espectadores.
- 23 de septiembre: El cantante mexicano Alejandro Fernández, publicado su sexto álbum de estudio titulado Me estoy enamorando.
- 26 de septiembre: Un terremoto de 6,0 sacude el centro de Italia dejando 11 muertos.
- 30 de septiembre: la ciudad de Alicante sufre las peores inundaciones de su historia tras una lluvia de 270,2 mm en pocas horas, que causa 4 muertos. El río Júcar se desbordó en algunas zonas de la provincia de Valencia.

### Octubre
- 2 de octubre: El Parlamento de Cataluña reconoce la Universitat Internacional de Catalunya como universidad privada.
- 3 de octubre: Nace Bang Chan (Christopher Bang) en Sídney, Australia miembro de Stray Kids
- 4 de octubre: 
  - Se casa en Barcelona la hija menor de los Reyes de España, la infanta doña Cristina con Iñaki Urdangarin.
  - En Kioto, Fallece en un accidente de tránsito Gunpei Yokoi, desarrollador y productor de videojuegos de Nintendo, conocido por ser el creador de las consolas Game & Watch y Game Boy.
- 8 de octubre: En Los Ángeles, la empresa estadounidense Yahoo adquiere tanto la empresa Four11 como su correo electrónico Rocketmail, que fue el primer competidor del correo electrónico Hotmail.com ―el cual fue el primer webmail (correo electrónico basado en la red y no en una computadora personal) gratuito, lanzado el 4 de julio de 1996―.[2]
- 9 de octubre: 
  - En México, el paso del Huracán Paulina causa la muerte de 230 a 400 personas y daños por 80 000 millones de pesos (MXN 1997) tras afectar los estados de Guerrero y Oaxaca.
  - En la Comunidad Valenciana empieza sus emisiones la televisión pública Canal Nou Dos.
- 10 de octubre: El Vuelo 2553 de Austral Líneas Aéreas, se estrella en una zona rural cerca de la ciudad uruguaya de Nuevo Berlín, no quedan sobrevivientes.
- 11 de octubre: En Madrid se inaugura el Teatro Real después de once años de obras de reconversión en teatro de ópera, con una representación con obras de Manuel de Falla.
- 13 de octubre: En Bilbao, miembros de ETA asesinan al ertzaina José María Aguirre Larraona. Los terroristas pretendían colocar bombas ocultas en maceteros con la intención de perpetrar un atentado en la inauguración del Museo Guggenheim Bilbao, en el cual iban a estar presentes los máximos representantes de las instituciones vascas y españolas.
- 14 de octubre: En la Región de Coquimbo, un terremoto de 7,1 deja 8 muertos.
- 17 de octubre: En Canadá se inaugura la segunda cadena de animación en el país Teletoon, emitiendo en inglés y francés.
- 18 de octubre: En Bilbao se inaugura el Museo Guggenheim Bilbao, que convirtió a la ciudad en un reclamo turístico, atrayendo a visitantes de todo el mundo.
- 24-25 de octubre: En Lima (Perú), se celebra la XXVI Edición del Festival OTI Internacional. Vencerá la canción de México, "Se diga lo que se diga", de la intérprete Iridián.
- 25 de octubre: El futbolista argentino Diego Armando Maradona disputa su último partido como profesional jugando para Club Atlético Boca Juniors ante Club Atlético River Plate, siendo sustituido en el entretiempo por un joven Juan Román Riquelme. El resultado sería de 2:1 a favor de Boca Juniors.
- 26 de octubre: Jacques Villeneuve se proclama campeón de Fórmula 1 al pasar tercero en el Gran Premio de Europa.
- 30 de octubre: Irlanda, Mary McAleese gana las elecciones presidenciales.

### Noviembre
- 6 de noviembre: en la ciudad de Badajoz (España), durante la madrugada, las intensas lluvias provocan una riada que mata a más de 20 personas. El país entero se vuelca con la ciudad y se inicia la reconstrucción de las zonas devastadas.
- 7 de noviembre: fallece el magnate francés Paul Ricard.
- 8 de noviembre: un terremoto de 7,4 sacude el norte del Tíbet.
- 9 de noviembre: en la isla Margarita (Venezuela) se clausura la VII Cumbre Iberoamericana.
  - Ocurre la Traición de Montreal en Survivor Series (1997)
- 16 de noviembre: la Selección de fútbol de Chile vuelve a clasificar a un mundial (Francia 98) tras 16 años sin asistir debido al castigo otorgado por la FIFA
- 17 de noviembre: en Melilla se rompe un depósito de aguas situado en la zona alta de la ciudad. Una ola de 20 millones de litros de agua arrasa todo lo que encuentra a su paso: viviendas, comercios y vehículos. Deja 11 muertos y más de 40 heridos.
- 19 de noviembre: entre Pereira y Dosquebradas (Colombia) se inaugura el primer viaducto que conecta ambas ciudades en el departamento del Risaralda.
  - en Japón termina Dragon Ball, una de las más exitosas sagas de anime.
- 21 de noviembre: Un terremoto de 6,1 deja 23 fallecidos en la frontera entre Bangladés, Birmania y la India.
- 25 de noviembre: El Tribunal Constitucional del Ecuador emite la sentencia del Caso 111-97-TC, con la que despenalizó la homosexualidad en el país.[3][4]

### Diciembre
- 1 de diciembre: en la aldea de Laksmanpur Bathe, 125 km al oeste de Patna ―en el estado indio de Bihar―, el grupo terrorista Ranvir Sena (formado por terratenientes brahmanes hinduistas de derechas) matan a 74 dalits (personas de casta baja) ―16 niños, 32 mujeres y 26 varones―. Con la sangre de las víctimas escriben en las paredes del pueblo:

Matamos a los niños porque cuando crecieran se convertirían en naxalitas.
Matamos a las mujeres porque darán a luz a más naxalitas.

- 4 de diciembre: en Marsella (Francia) se realiza el Sorteo de la Copa Mundial de Fútbol de 1998.
- 5 de diciembre: en México el ingeniero Cuauhtémoc Cárdenas Solórzano se asume como primer jefe de Gobierno del Distrito Federal.
  - en la península de Kamchatka se registra un terremoto de 7,7 y un posterior tsunami.
- 7 de diciembre: Cruz Azul se corona campeón del Torneo de Invierno 1997 frente al León en el fútbol mexicano. El equipo cementero no volvería a ser campeón hasta 23 años después, en el Torneo Guard1anes Clausura 2021 (México).
- 8 de diciembre: en México el debut de la actriz Michelle Vieth, en Mi pequeña traviesa.
- 11 de diciembre: en Kioto (Japón) se acuerda el Protocolo de Kioto sobre el cambio climático.
- 13 de diciembre: en Guadalajara, Jalisco, México el Fenómeno del Niño provoca la única nevada registrada en 116 años (la anterior fue en 1881).
- 12 de diciembre: en Arabia Saudita inicia la 3.ª edición de la Copa FIFA Confederaciones 1997 por tercera vez en ese país.
- 12 y 13 de diciembre: en México se realiza el primer Teletón, con la que recaudarón 138 millones de pesos.
- 16 de diciembre: en Japón, 685 niños son hospitalizados, víctimas de ataques epilépticos, por haber presenciado el episodio de Pókemon «Dennō Senshi Porygon», ya que el cambio rápido entre los colores rojo y azul en una escena les provocó convulsiones que dieron lugar a una epilepsia fotosensitiva.[6][7][8]
- 18 de diciembre: en el Estadio Azteca se realiza la despedida del Grupo Bronco.
- 19 de diciembre: en Estados Unidos se estrena la película Titanic, que en el primer fin de semana recaudará algo más de 28 millones de dólares.
- 19 de diciembre: Se Estrella el Vuelo 185 de SilkAir en el río Musi, matando más de 104 Personas.
- 21 de diciembre: en Riad (Arabia Saudita), finaliza la tercera edición de la Copa FIFA Confederaciones donde Brasil se coronó campeón al vencer por goleada 6-0 a Australia con tripletas de los Brasileños Ronaldo y Romário.
- 22 de diciembre: en la comunidad de Acteal, en el municipio de Chenalhó (Chiapas, México), grupos paramilitares mexicanos (probablemente pagados por el Gobierno) matan a 45 indígenas.
- 26 de diciembre: en la isla de Montserrat (mar Caribe) hace erupción el volcán Soufrière Hills; mueren 19 personas. Se crea un pequeño tsunami, que genera daños en otras islas.
- 28 de diciembre: en Egipto, la CSA (Corte Suprema Administrativa) decide prohibir la ablación de clítoris en los hospitales públicos y privados, por considerar que en el Corán (libro sagrado de los musulmanes) no existe ningún versículo sobre la necesidad de efectuarla.
- 28 de diciembre: en Escocia (Reino Unido), el actor Robert Carlyle (36) se casa con la maquilladora Anastasia Shirley.[9]
- 29 de diciembre: el Gobierno de Hong Kong ordena matar todos los pollos para prevenir la gripe aviaria.[10]
- 29 de diciembre: Rusia firma un acuerdo para construir una planta nuclear de 3000 millones de dólares estadounidenses en China.[10]
- 29 de diciembre: en el Blue Mountains National Park, en el estado de Nueva Gales del Sur (Australia), la actriz Cate Blanchett (28) se casa con el guionista Andrew Upton (31).[10]
- 30 de diciembre: en Argelia sucede el peor incidente de la historia de la insurgencia, las masacres de Wilaya de Relizane: 400 personas son asesinadas en cuatro aldeas.[11]
- 30 de diciembre: en Rumanía, Miguel I anuncia su vuelta a Bucarest después de cincuenta años de exilio.
- 30 de diciembre: entre Zambrano (Bolívar) y Plato (Magdalena) (Colombia), se inaugura el puente Antonio Escobar Camargo, el viaducto más extenso del país.[12]
- 31 de diciembre: en Los Ángeles (Estados Unidos), el informático indio Sabir Bhatia (29) vende su sitio web Hotmail a la empresa Microsoft por 400 millones de dólares estadounidenses.[10]
- En 1997, por primera vez desde 1809, murieron más suecos que los que nacieron.[10]
- 31 de diciembre: al renunciar Guillermo Ortiz Martínez como designado secretario de Hacienda en México.

## Arte y literatura
- 6 de enero: Carlos Cañeque obtiene el premio Nadal por su novela Quién.[13]
- Arturo Pérez-Reverte: Limpieza de sangre, segunda entrega de la serie de Las aventuras del capitán Alatriste.
- José Saramago: publicación de su novela Todos los nombres.
- Miguel Argaya publica Curso, caudal y fuentes del Omarambo.
- Curro Romero obtiene la Medalla de Oro de Bellas Artes, concedida por primera vez a un matador de toros.
- J. K. Rowling publica Harry Potter y la piedra filosofal en Reino Unido.
- One Piece empieza a publicarse en Japón.

## Ciencia y tecnología

### Astronáutica
- 12 de febrero: lanzamiento del observatorio espacial radioastronómico japonés Haruka.
- 21 de abril: lanzamiento del satélite español Minisat 01 dentro de programa Minisat.
- 4 de julio: la sonda espacial de la NASA Mars Pathfinder se posa en la superficie de Marte.
- 15 de octubre: lanzamiento de la sonda Cassini-Huygens hacia Saturno.

### Biología
- 22 de febrero: en Roslin (Escocia) se anuncia que una oveja adulta llamada Dolly, nacida en julio de 1996, ha sido clonada.
- 4 de marzo: el presidente estadounidense Bill Clinton prohíbe destinar fondos federales para cualquier investigación en clonación humana.

### Consolas y videojuegos
- Sega hace oficial la cancelación del videojuego Sonic X-treme, videojuego que se supone representaría el salto de Sonic a las plataformas tridimensionales. Su cancelación provocó el cierre de Sega Technical Institute y se considera que su cancelación fue uno de los factores más grandes del fracaso de la consola Sega Saturn.
- 31 de enero: Squaresoft lanza el popular videojuego Final Fantasy VII para PlayStation, uno de los videojuegos más aclamados de la historia y el juego que popularizó el género RPG en el occidente.
- 10 de febrero: Nintendo lanzó en América el videojuego Mario Kart 64, el cual había sido lanzado en diciembre del año pasado en Japón. Sería lanzado más tarde el 24 de junio en Europa.
- 28 de febrero: Capcom lanza en máquinas Arcade el videojuego Street Fighter III.
- 1 de marzo: Nintendo lanza a la venta la consola Nintendo 64 para Europa, en Japón y América había sido lanzada el año anterior.
- 20 de marzo: En Japón, Konami lanza el aclamado Castlevania: Symphony of the Night para PlayStation, meses más tarde sería lanzado en América y Europa. Una versión para Sega Saturn sería lanzado el siguiente año, solo en Japón.
- 21 de marzo: Nintendo en colaboración con Rare lanzan el videojuego Blast Corps para Nintendo 64.
- 31 de marzo: Midway Games lanza a la venta Doom 64 para Nintendo 64.
- 25 de abril: Sony lanza a la venta en Japón el control DualAnalog para PlayStation, el primer control en incluir vibración interna, sin embargo, en América y Europa sería lanzado sin la función de vibración.
- 27 de abril: Nintendo lanza el videojuego Star Fox 64 para Nintendo 64, primer videojuego de la consola compatible con el accesorio Rumble Pak que añadía función de vibración a los controles.
- 20 de junio: Sega y Sonic Team sacan a la venta Sonic Jam para Sega Saturn, un recopilatorio con los primeros juegos de Sonic de Mega Drive/Sega Genesis (Sonic the Hedgehog, Sonic the Hedgehog 2, Sonic the Hedgehog 3 y Sonic & Knuckles (este último con la capacidad de Lock-On que permite desbloquear los modos Kunckles in Sonic the Hedgehog 2 y Sonic the Hedgehog 3 & Knuckles)), además de la inclusión de un pequeño mundo abierto en 3D llamado Sonic World con varios añadidos extra.
- 25 de julio: Un port del videojuego de Capcom, Resident Evil se lanza para Sega Saturn.
- 23 de agosto: Nintendo en colaboración con Rare lanzan el videojuego GoldenEye 007 para Nintendo 64, basado en la película homónima de 1995, videojuego aclamado por su revolucionario modo multijugador y por renovar a los videojuegos First-person shooter.
- 11 de septiembre: Midway Games lanza para máquinas Arcades el videojuego Mortal Kombat 4, siendo el primero de la saga con gráficos y modelos tridimensionales.
- 18 de septiembre: sale a la venta Oddworld: Abe's Oddysee para PlayStation, sería lanzado en PC el 11 de noviembre del mismo año y una versión para Game Boy el año siguiente.
- 30 de septiembre: sale a la venta, exclusivo para PC, Claw, destacable juego de acción y plataformas 2D desarrollado por Monolith Productions.
- 1 de octubre: Nintendo en colaboración con Rare lanzan Donkey Kong Land III para Game Boy.
- 4 de octubre: Fallece Gunpei Yokoi, reconocido por ser el creador de las consolas Game & Watch y Game Boy.
- 26 de octubre: sale a la venta Age of Empires (AOE) para Microsoft Windows, es el primer juego de una de las mejores series de estrategia de tiempo real de la historia.

- 31 de octubre: 
  - Universal Interactive y Naughty Dog sacan a a la venta Crash Bandicoot 2: Cortex Strikes Back para PlayStation.
  - Sega en colaboración con Traveller's Tales sacan a la venta Sonic R para Sega Saturn.
- 20 de noviembre: Sony lanza al mercado el primer control de la línea DualShock para PlayStation, el control se volvería el estándar para la línea de consolas PlayStation.
- 21 de noviembre: 
  - Eidos Interactive en colaboración con Core Design lanzan a la venta Tomb Raider II para PlayStation.
  - Nintendo en colaboración con Rare sacan a la venta Diddy Kong Racing para Nintendo 64.
- 27 de noviembre: Nintendo junto con HAL Laboratory lanzan el videojuego Kirby's Dream Land 3 para Super Nintendo.
- 28 de noviembre: BMG Interactive en colaboración con DMA Design lanzan a la venta el videojuego Grand Theft Auto para los sistemas operativos MS-DOS y Microsoft Windows exclusivamente en Europa, sería lanzado en PlayStation a finales del mismo año y en América al año siguiente. Fue el primer juego de la exitosa y aclamada serie Grand Theft Auto.
- 30 de noviembre: Id Software lanza a la venta Quake II para Microsoft Windows, una versión para MacOS, Nintendo 64 y PlayStation serían lanzadas dos años más tarde.
- 11 de diciembre: Namco saca a la venta Klonoa: Door to Phantomile para PlayStation en Japón, sería lanzado el año siguiente en América y Europa.
- 21 de diciembre: Nintendo lanza a la venta en Japón Yoshi's Story para Nintendo 64. Sería lanzado en América y Europa meses más tarde.
- 23 de diciembre: Sony Computer Entertainment junto con Polyphony Digital lanzan en Japón el videojuego Gran Turismo para PlayStation, primera entrega de la exitosa serie de carreras, sería lanzado en América y Europa al año siguiente.

## Deporte

### Atletismo
- Campeonato del Mundo de Atletismo: Se celebra la sexta edición en Atenas (Grecia).

### Automovilismo
- Jacques Villeneuve se consagra campeón del mundo de Fórmula 1.
- Tommi Mäkinen se consagra campeón del mundial de WRC
- Jeff Gordon se consagra campeón del NASCAR
- Alex Zanardi se consagra campeón del CART
- Arie Luyendyk gana las 500 millas de Indianápolis
- Juan María Traverso se consagra campeón del Turismo Carretera
- Henry Martin se consagra campeón del TC2000

### Baloncesto
- NBA: Los Chicago Bulls ganan su 5.º anillo derrotando a los Utah Jazz por 4-2.
- ACB: el FC Barcelona se proclama campeón.
- Liga Nacional de Básquet argentina: Boca Juniors se consagra campeón por primera vez en su historia en la Liga. Vence en la final a Independiente de General Pico (La Pampa) en la serie final por 4-1 y genera un festejo muy emotivo en el estadio Luis Conde. El entrenador era Julio Lamas y la figura, Byron Wilson.

### Balonmano
- El FC Barcelona se proclama campeón de la Copa de Europa de Balonmano.

### Ciclismo
- 2 de enero: el ciclista Miguel Induráin anuncia el punto final de su carrera.

### Hockey
- Los Detroit Red Wings se proclaman campeones de la National Hockey League, venciendo en el cuarto partido de la serie final de los play-offs a los Philadelphia Flyers.

- El FC Barcelona, campeón de la Copa de Europa de Hockey sobre patines.

### Fútbol
Torneos internacionales
- Liga de Campeones de Europa: Borussia Dortmund (Alemania) se proclama campeón derrotando a Juventus (Italia) en la final.
- Copa Libertadores de América: Cruzeiro Esporte Clube (Brasil) se proclama campeón derrotando a Sporting Cristal (Perú) en la final.
- El FC Barcelona se proclama campeón de la Recopa de Europa de fútbol al derrotar por 1-0 al Paris Saint-Germain, en la final disputada en Róterdam (Países Bajos). El gol del conjunto azulgrana lo marca Ronaldo, de penalti.
- El Club Atlético Vélez Sarsfield se consagra campeón de la Recopa Sudamericana.
- El Borussia Dortmund se consagra campeón de la Copa Intercontinental.
- Atlético Nacional; campeón de la Copa Interamericana.
- Supercopa Sudamericana: el Club Atlético River Plate se consagra campeón frente al São Paulo. Ésta fue la última edición de dicho torneo.

Torneos nacionales
- Liga Española: el Real Madrid gana la Liga Española.
- Balón de Oro: el brasileño Ronaldo, del FC Barcelona e Inter de Milán, es designado mejor futbolista del Mundo del año por la revista France Football.
- Fútbol: el chileno Marcelo Salas se convierte el mejor jugador de Sudamérica.
- Liga Mexicana: Campeón del Torneo de Verano: Chivas. Campeón del Torneo de Invierno: Cruz Azul.
- Campeonato Nacional de fútbol chileno: Universidad Católica campeón del torneo de apertura y Colo-Colo campeón del torneo de clausura.
- Fútbol Profesional Colombiano: América de Cali.
- Campeonato Ecuatoriano de Fútbol: Barcelona SC.
- Campeonato Descentralizado 1997: Después de 18 años, el club Alianza Lima se proclama campeón nacional.
- Campeonato Uruguayo: Club Atlético Peñarol se consagra campeón por quinta vez consecutiva, logrando el segundo quinquenio de su historia.
- Primera División del Fútbol Argentino: River Plate se consagra campeón del Torneo Clausura y el Torneo Apertura. Alcanzando así su tercer tricampeonato.

### Fútbol americano
- 22 de junio: (Liga Europea) World Bowl '97 (o World Bowl V). Final de la Liga Europea llamada World League que enfrentó a los Barcelona Dragons contra los Rhein Fire. Ganaron los Barcelona Dragons por 38 a 24. Esta fue la primera y única final conseguida por el equipo catalán.
- Superbowl: Patriots vs. Green Bay.

### Rodeo chileno
- Campeonato Nacional de Rodeo: Alejandro Alvariño y Héctor Navarro (Osorno), campeones de Chile.

### Rugby
- Campeonato central de rugby chileno: Universidad Católica campeón.

### Tenis
- Wimbledon: Hombres: Pete Sampras a Cédric Pioline. Mujeres: Martina Hingis a Jana Novotná.
- Roland Garros: Hombres: Gustavo Kuerten a Sergi Bruguera. Mujeres: Iva Majoli a Martina Hingis.
- US Open: Hombres: Patrick Rafter a Greg Rusedski. Mujeres: Martina Hingis a Venus Williams.
- Abierto de Australia: Hombres: Pete Sampras a Carlos Moyá. Mujeres: Martina Hingis a Mary Pierce.

## Cine

### Estrenos
- 1 de enero: Shooting fish (Como pez en el agua, Enamorados de lo ajeno) de Stefan Schwartz.
- 21 de marzo: Liar Liar de Tom Shadyac.
- 22 de marzo: Selena de Gregory Nava.
- 16 de abril: Ana Karenina de Bernard Rose.
- 9 de mayo: El quinto elemento de Luc Besson.
- 23 de mayo: El mundo perdido: Parque Jurásico II de Steven Spielberg.
- 27 de junio: Hércules de Ron Clements y John Musker.
- 2 de julio: Hombres de negro de Barry Sonnenfeld.
- 12 de julio: La princesa Mononoke de Hayao Miyazaki.
- 19 de julio: The End of Evangelion de Hideaki Anno y Kazuya Tsurumaki.
- 1 de agosto: Bean de Mel Smith.
- 9 de septiembre: Cube de Vincenzo Natali.
- 17 de octubre: The devil’s advocate de Taylor Hackford.
- 26 de noviembre: Flubber de Les Mayfield.
- 12 de diciembre: Los Boys de Louis Saïa.
- 19 de diciembre: Abre los ojos de Alejandro Amenábar.
- 19 de diciembre: Mejor... imposible de James L. Brooks.
- 19 de diciembre: Titanic de James Cameron.
- 20 de diciembre: La vida es bella de Roberto Benigni.
- 25 de diciembre: Jackie Brown de Quentin Tarantino.
- 25 de diciembre: Un hombre lobo estadounidense en París de Anthony Waller.
- 26 de diciembre: Spice World de Bob Spiers
- Martín (Hache) de Adolfo Aristarain.
- Starship Troopers de Paul Verhoeven.
- Adrian Lyne dirige su película Lolita, adaptación de la novela de Vladimir Nabokov

Todas las fechas pertenecen a los estrenos oficiales de sus países de origen, salvo que se indique lo contrario.

## Música

### Festivales
- El 3 de mayo se celebra la XLII edición del Festival de la Canción de Eurovisión en Dublín  Irlanda.

Ganadora: Katrina & the Waves con la canción «Love Shine a Light» representando a Reino Unido .

### Éxitos musicales
- Aerosmith: Nine Lives.
- Adriana Lucía: Enamoráte Como Yo
- Agua Marina: Vol. 11: Amor Prohibido o Tu Amor Fue Una Mentira
- Alejandra Guzmán: La Guzmán
- Alejandro Fernández: Me Estoy Enamorando.
- Alejandro Lerner: Volver a Empezar.
- Alejandro Sanz: Más.
- Aleks Syntek y la Gente Normal: Lugar secreto.
- Alexa: Amor sideral
- Alphaville: Salvation.
- Ana Belén: Mírame.
- Ana Gabriel: Con un Mismo Corazón.
- Ana Torroja: Puntos Cardinales.
- Anahí: Anclado en mi corazón.
- Andrés Calamaro: Alta Suciedad (9 de septiembre)
- Aqua: Aquarium
- Babasónicos: Babasónica.
- Backyard Babies: Total 13
- Barney: Las Canciones de Barney y Las Canciones de Barney 2
- Barricada: Salud y Rocanrol
- Backstreet Boys: Backstreet’s Back.
- Bee Gees: Still Waters.
- Björk: Homogenic.
- Blink 182: Dude Ranch.
- Binomio de Oro de América: Seguimos por lo Alto!
- Blonde Redhead: Fake Can Be Just As Good
- Blur: Blur.
- Bob Dylan: Time Out of Mind.
- Bobby Pulido: Llegaste A Mi Vida
- Boquinha da Garrafa: A Tremidinha
- Buena Vista Social Club: Buena Vista Social Club
- Bronco: La Última Huella (último álbum)
- BSO: Evita.
- Buena Vista Social Club: World Circuit
- B'z: Survive (19 de noviembre).
- Café Chorale: Ritmos Latinoamericanos
- Camilo Sesto: Camilo Superstar
- Celia Cruz: Duets
- Céline Dion: Let's Talk About Love.
- Chay Vdvoëm: Я не забуду
- Cheap Trick: Cheap Trick
- Children Of Bodom: Something Wild (16 de febrero)
- Christina Rosenvinge: Cerrado
- Chumbawamba: Tubthumper
  - Tubthumping
- Collective Soul: Disciplined Breakdown.
- Creed: My Own Prison (18 de junio)
- Cristian Castro: Lo Mejor de Mí.
- Cyndi Lauper: Sisters of Avalon.
- Daft Punk: Homework.
- David Bowie: Earthling.
- David Bryan: Lunar Eclipse.
- Deftones: Around the Fur.
- Depeche Mode: Ultra.
- Desde el sur de Europa: Estampas (Tomás Bohórquez).
- Diddy: No Way Out
  - I'll Be Missing You con Faith Evans y 112
- Diomedes Díaz: Mi Biografía
- Dover: Devil Came To Me.
- Duran Duran: Medazzaland.
- Eagle-Eye Cherry: Desireless
- Enrique Bunbury: Radical Sonora.
- Enrique Iglesias: Vivir.
- Ekhymosis: Ekhymosis
- Eros Ramazzotti: Eros
- Eva Ayllón: Landó, Festejo y Vals
- Fobia: Fobia On Ice.
- Flaming Lips: Zaireeka.
- Fluke: Risotto.
- Foo Fighters: The Colour and The Shape.
- Gilda: Entre el Cielo y la Tierra
- Green Day: Nimrod.
- Grupo Néctar: Embriágame Suavecito
- Grupo Red: El Color de tu Corazón.
- Guadalupe Pineda: Así como tú.
- Guardianes del Amor: Te Amo Todavía.
- Hanson: Middle of Nowhere
- Hugo Blanco: Y su Nueva Rondallita
- Incubus: S.C.I.E.N.C.E.
- Irán Castillo: Tiempos Nuevos
- Iván Villazón: Tiempo de Vallenato
- Janet Jackson: The Velvet Rope.
- Jean-Michel Jarre: Oxygene 7-13.
- Jean Pierre Magnet: Jean Pierre Magnet y la Gran Banda en Vivo
- Jerry Rivera: Ya No Soy El Niño Aquel
- Jon Bon Jovi: Destination Anywhere
- John Frusciante: Smile From the Streets You Hold.
- José José: Tesoros.
- José María Cano: Luna
- Juan Gabriel: Celebrando 25 años en concierto en el Palacio de Bellas Artes
- Juan Gabriel y Rocío Dúrcal:: Juntos Otra Vez
- Judas Priest: Jugulator.
- Julieta Venegas: Aquí.
- Karina y Timoteo: Karina y Timoteo y Feliz Navidad
- Kōshi Inaba: Magma (29 de enero)
- La Charanga Habanera: Tremendo Delirio.
- Laura Flores: Me quedé vacía
- Limp Bizkit: Three Dollar Bill, Yall$
- Grupo Límite: Sentimientos
- Lorenna: Contigo es amar.
- Los Chiches del Vallenato: Más Románticos
- Los Diablitos: Lenguaje Universal
- Los Inquietos del Vallenato: Inquietos por el Mundo
- Los Jaivas: Trilogía: El reencuentro.
- Los Rieleros del Norte: El Maquinista
- Los Tigres del Norte: Así Como Tú.
- Los Tigres del Norte: El Jefe de Jefes.
- Los Piratas: Manual para los Fieles.
- Los Tres: Fome.
- La Barranca: Tempestad
- La Barranca: Dia Negro
- Los auténticos decadentes: Cualquiera puede cantar
- Los Gigantes del Vallenato: Pisando Fuerte
- Los Humildes: Sensacional
- Los Yonic's: No Me Cortes Las Alas.
- Lucero: Piel de ángel.
- Luis Mateus: La Nueva Generación
- Luis Miguel: Romances (12 de agosto).
- Madonna: Evita.
- Madredeus: O Paraíso
- Mägo de Oz: La Bruja
- Malice Mizer: Bel air ~Kuuhaku no shunkan no naka de~ (19 de julio)
- Malice Mizer: Au revoir (3 de diciembre)
- Maná: Sueños líquidos.
- Mar de Copas: III
- Marcela Morelo: Manantial
- Mariah Carey: Butterfly
- Marilyn Manson: Remix and Repent.
- Martika: The Best of Martika: More Than You Know
- Marco Antonio Solís: Marco.
- Megadeth: Cryptic Writings.
- Metallica: ReLoad.
- Michael Jackson: Blood On The Dance Floor.
- Miguel Bosé: Laberinto 2.
- Miguel Morales: Auténtico.
- Misfits: American Psycho (13 de mayo).
- Miss Rosi: Cantando con Miss Rosi, Volumen 5
- Molotov: ¿Dónde jugarán las niñas?
- Mötley Crüe: Generation Swine.
- Mónica Naranjo: Palabra de mujer.
- Murder City Devils: Murder City Devils.
- Myriam Hernández: Lo Mejor.
- Nek: Lei, gli amici e tutto il resto
  - Laura no está
- Nicole: Sueños en tránsito
- Nightwish: Angels Fall First.
- Omar Geles: Nace del Alma
- Onda Vaselina: Entrega Total
- Oasis: Be Here Now.
- Otpetye Moshenniki: Из цветного пластилина
- Our Lady Peace: Clumsy.
- Papa Roach: Old Friends From Young Years.
- Pedro Fernández: Tributo a José Alfredo Jiménez.
- Pedro Guerra: Tan Cerca de Mí
- Paul McCartney: Flaming Pie.
- Pink Martini: Sympathique.
- Portishead: Portishead.
- Primal Scream: Vanishing Point.
- Puffy AmiYumi: SoloSolo.
- Radiohead: OK Computer.
- Rammstein: Sehnsucht.
- Rata Blanca: Rata Blanca VII
- Ratt: Collage
- Reset: No Worries
- Rhapsody: Canciones Que Amo
- Ricardo Montaner: Es así
- Rosendo: Dame Algo (n.S.O.) y Agradecidos... Rosendo (tributo)
- Salserín: Entre Tú y Yo.
- Sasha Sokol: 11:11.
- Savage Garden: Savage Garden.
- Shakira: The Remixes.
- Shania Twain: Come On Over.
- Silverchair: Freak Show.
- Simple Minds: The Promised
- Sinéad O'Connor: So Far... the Best of Sinéad O'Connor
- Siniestro Total: Gato por liebre, Cultura popular, Así empiezan las peleas y Sesión vermú
- Soda Stereo: El último concierto.
- Soraya: Torre de Marfil.
- Sparx: Tiene Que Ser Amor
- Spice Girls: Spiceworld.
- Sr. Chinarro: El Porqué de mis Peinados.
- Sugar Ray: Floored.
- Supertramp: Some Things Never Change.
- Symphony X: The Divine Wings of Tragedy.
- Testament: Demonic.
- Tarkan: Ölürüm Sana
- Texas: Say What You Want
- Thalía: Amor a la mexicana.
- The Psycho Realm: The Psycho Realm(Debut con nombre homónimo del grupo)
- Thalía: Nandito Ako
- Tatiana: Sigue la magia y Navidad mágica/Feliz Navidad
- The Chemical Brothers: Dig Your Own Hole.
- The Corrs: Talk On Corners.
- The Crystal Method: Vegas.
- The Notorious B.I.G.: Life After Death.
- The Offspring: Ixnay on the Hombre.
- The Prodigy: The Fat of the Land.
- The Rasmus: Playboys.
- The Verve: Urban Hymns.
- Tierra Santa: Medieval
- Travis: Good Feeling.
- U2: Pop.
- Vader: Black to the Blind.
- Varios Artistas: Cantamos a María Elena Walsh
- Vicente Fernández: Estatua de Marfil
- Voz Veis: Lo Mejor Aún Está Por Venir
- Whigfield: Whigfield II
- Yo La Tengo: I Can Hear the Heart Beating As One

## Videojuegos
- 28 de enero: SNK lanza el videojuego Real Bout Fatal Fury Special para el Sistema Arcade Neo Geo.

- Sale a la venta Mario Kart 64 en Estados Unidos y a nivel mundial.

- 25 de junio: Capcom lanza el videojuego de crossover Marvel Super Heroes vs. Street Fighter para el sistema arcade CPS2.
- 25 de agosto: Rare lanza GoldenEye 007 y distribuida por Nintendo.
- 21 de noviembre: Nintendo y Rare saca a la venta el videojuego Diddy Kong Racing para Nintendo 64.
- 27 de noviembre: Nintendo y HAL Laboratory saca a la venta Kirby's Dream Land 3 además de ser el último videojuego para la consola Super Nintendo.
- 30 de noviembre: Lanzamiento inicial de Quake II en Estados Unidos

## Arquitectura
- Colombia: viaducto Pereira-Dosquebradas.

## Premios Nobel
- Física: Steven Chu, Claude Cohen-Tannoudji y William D. Phillips.[14]
- Química: Paul D. Boyer, John E. Walker y Jens C. Skou.[14]
- Medicina: Stanley B. Prusiner.[14]
- Literatura: Dario Fo.[14]
- Paz: Campaña Internacional para la Prohibición de las Minas Antipersona (ICBL) y Jody Williams.[14]
- Economía: Robert C. Merton y Myron Scholes.[14]

## Premios Príncipe de Asturias
- Artes: Vittorio Gassman.[15]
- Ciencias Sociales: Martín de Riquer Morera.[15]
- Comunicación y Humanidades: Václav Havel y Cable News Network (CNN).[15]
- Concordia: Yehudi Menuhin y Mstislav Rostropóvich.[15]
- Cooperación Internacional: el Gobierno de Guatemala y la Unidad Revolucionaria Nacional Guatemalteca.[15]
- Deportes: Equipo español de Maratón.[15]
- Investigación Científica y Técnica: equipo investigador de los yacimientos de Atapuerca.[15]
- Letras: Álvaro Mutis.[15]

## Premio Cervantes
- Guillermo Cabrera Infante.[16]